# Edgware (Metropolitano de Londres)
Edgware é uma estação do Metropolitano de Londres. Fica localizada no borough londrino de Barnet. Ela é um terminal da Northern line.

## Conexões
As linhas de ônibus de Londres 32, 79, 107, 113, 142, 186, 204, 221, 240, 251, 288, 292, 303, 340, 384 e as linhas noturnas N5, N16 e N113 e as linhas de ônibus fora de Londres 614 e 644 servem a estação e o terminal de ônibus.